# ヒメカンアオイ
ヒメカンアオイ（姫寒葵、学名: Asarum takaoi）は、ウマノスズクサ科カンアオイ属の常緑の多年草。ミチノクサイシンを基本種とする変種（Asarum fauriei var. takaoi）とする見解もある。

## 特徴
茎は地に伏す。茎先から毎年、1-2個の葉を展開する。葉柄は暗紫色から淡緑褐色。葉身は円形または広卵形で長さ4-7cm、幅4-6cm、先端は鈍頭、基部は心形、表面に短毛が密生し光沢はなく、白い雲紋があるものもある。
花期は2-3月。展開した葉の葉柄のつけ根に花を付ける。花は淡紫褐色で、萼筒は短い筒型または鐘形で、長さ5-8mm、径7-12mm、萼口は広く開き、上端にくびれはない。萼筒内部に縦横に走る隆起した襞があり、縦襞は12-24個、横襞は6個ほどあり、萼筒の大きさにしては数が多く複雑な網目状なる。萼裂片は卵状三角形で開出し、先端はやや鈍頭または鋭頭、長さは筒部と同じかそれより長く、表面は比較的滑らかである。雄蕊は12個あり、短い花糸で子房壁につき、葯は外側に展開する。子房は上位で、花柱は6個あって直立し、その背部が上方に細長く角状に伸び、長さは2.5mm以下であるが先端は筒口付近まで達する。花柱の角状突起は縦に2裂し、ふつう接着しているがときに二又に分かれることもある。
ギフチョウの幼虫の食草となっている。

## 分布と生育環境
日本固有種。本州の愛知県・岐阜県・長野県・石川県・富山県・紀伊半島・広島県、四国の高知県南東部に分布し、広葉樹林の林床に生育する。

## 分類
本種の開花期はふつう早春であるが、秋に開花する集団もある。両集団について、葉や花に形態的な相違は認められないとする見解がある一方、葉や花の形態に地理的変異がかなりあるとする見解がある。いずれにしても、遺伝的な分化の研究や形態の地理的変異の状況把握については今後の調査が必要であるとしている。

## ギャラリー

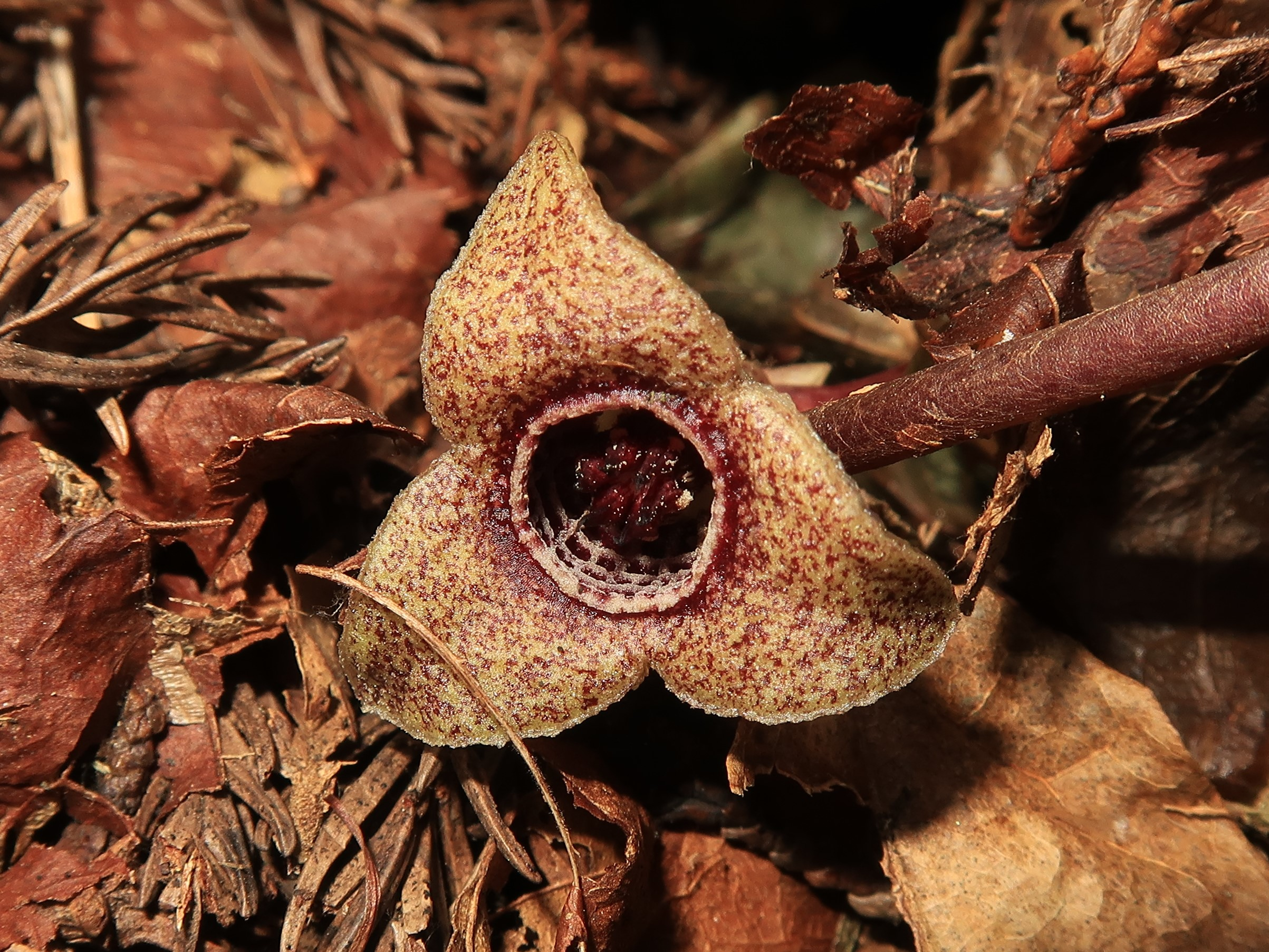
萼裂片は卵状三角形。萼筒内壁には複雑な網目状になる襞がある。
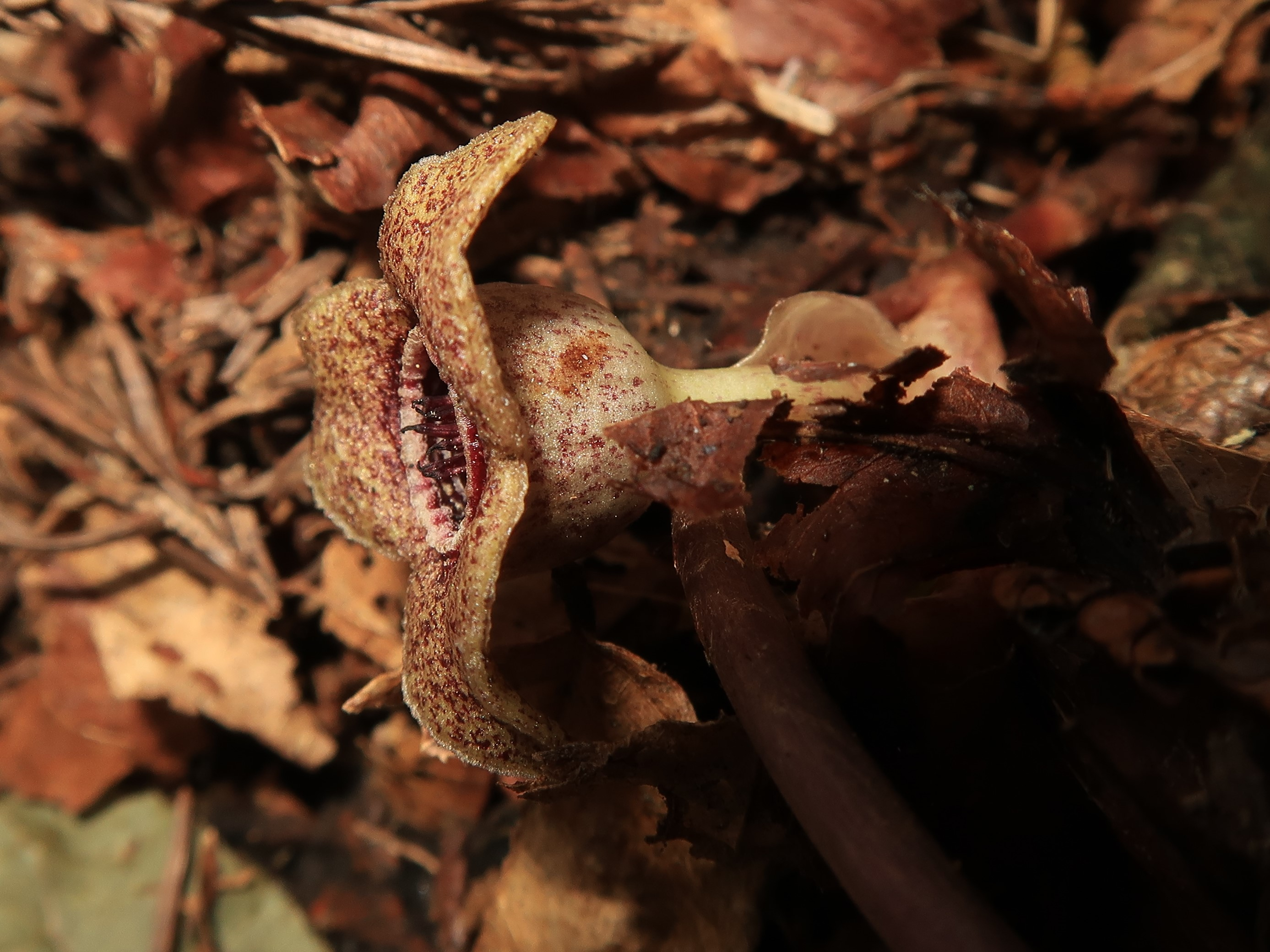
花柱は直立し、先が細長く角状に伸びた付属突起が筒口付近まで達する。
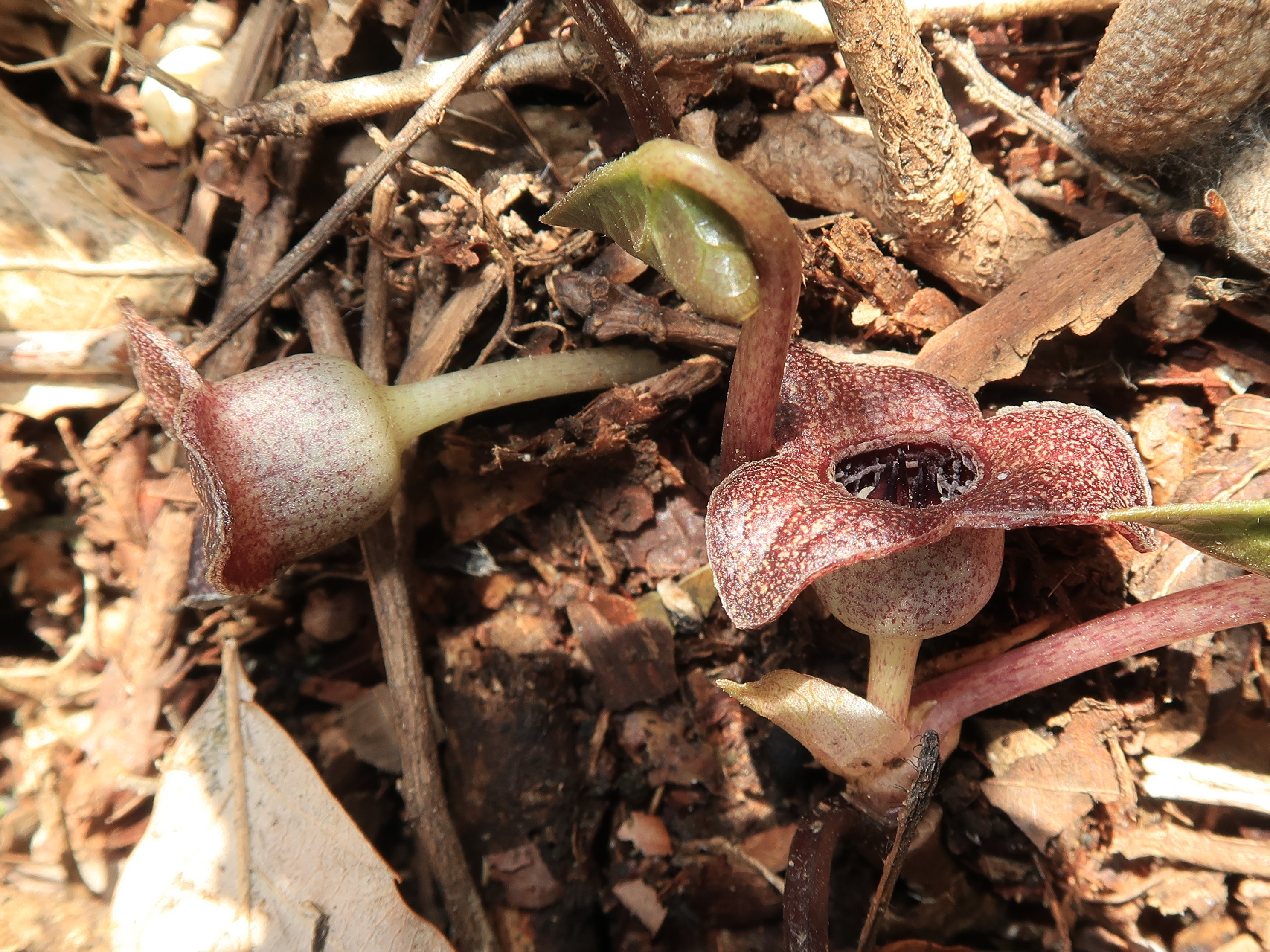
萼筒の先端にくびれはない。
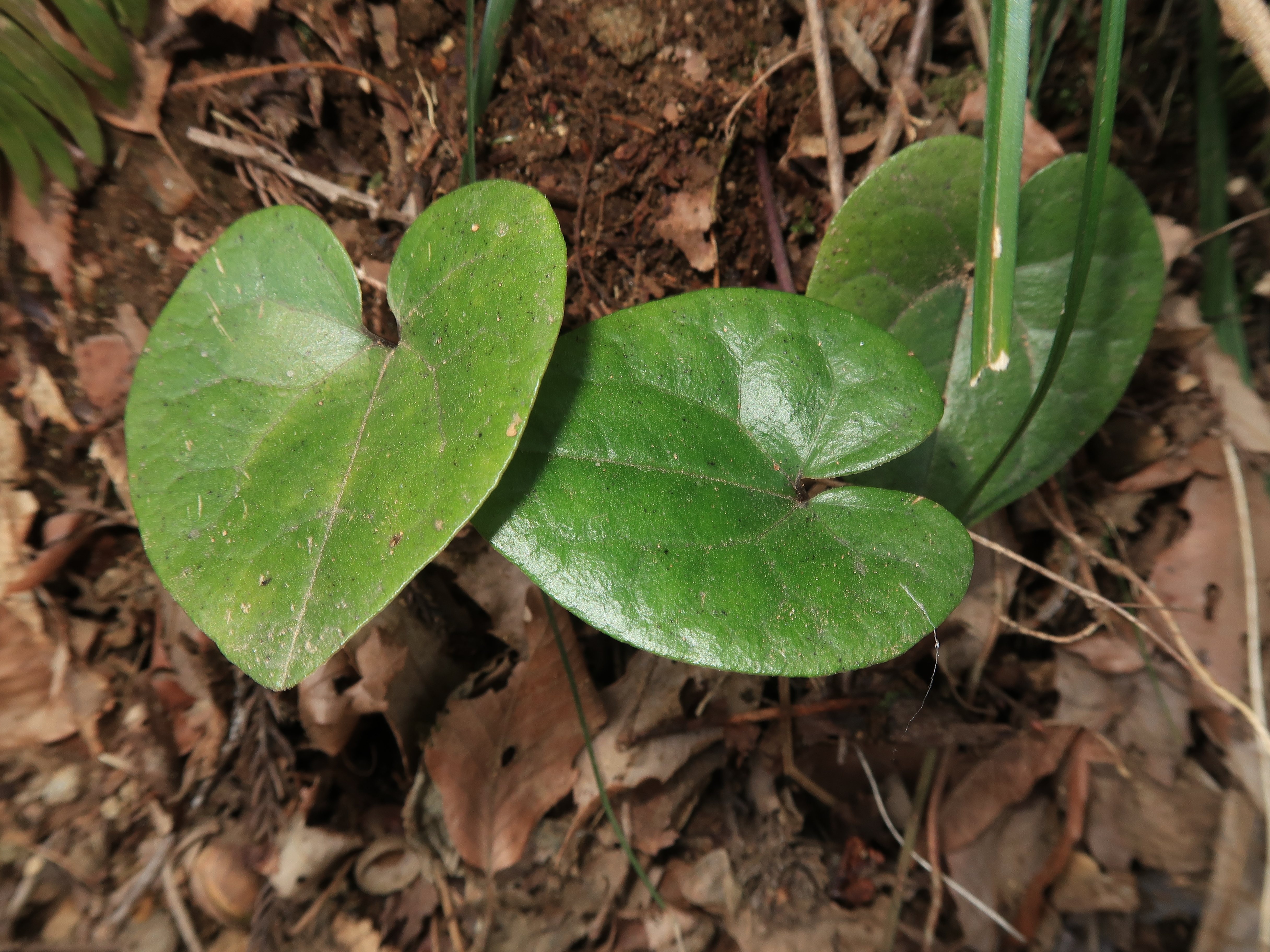
葉表。